# Compsibidion fairmairei
Compsibidion fairmairei är en skalbaggsart som först beskrevs av Thomson 1865.  Compsibidion fairmairei ingår i släktet Compsibidion och familjen långhorningar.
Artens utbredningsområde är:
- Paraguay.
- Uruguay.

Inga underarter finns listade i Catalogue of Life.